# ヴィタリ・ラジヴォナウ
ヴィタリ・ヴィクタラヴィチ・ラジヴォナウ（ベラルーシ語: Віталь Віктаравіч Радзівонаў、1983年12月11日 - ）は、ベラルーシの元サッカー選手。元ベラルーシ代表。ポジションはFW。ロシア語読みのヴィタリ・ロディオノフ（Виталий Родионов）の名前でも知られている。

## クラブ歴
ロコモティヴ-96・ヴィーツェプスクで選手となり、2003年にFCトルペド＝ベラーズ・ジョジナに移籍した。57試合に出場した後、2005年にFC BATEボリソフに移籍。2009年1月10日に買い取りオプションつきの半年のレンタル契約でSCフライブルクに移籍したが、買い取りオプションは行使されずにBATEボリソフに復帰した。2012年5月24日に行われたFCミンスク戦でベラルーシ・プレミアリーグでBATEボリソフ移籍以降57点目を獲得し、BATEボリソフの選手として同リーグで最多得点を記録していたヴィタリ・クトゥザウの56得点を上回った。同年9月19日に行われたUEFAチャンピオンズリーグ 2012-13 グループリーグのリール戦で1得点をあげて3-1でのアウェー勝利に貢献、この勝利は同杯グループステージでクラブ史上初めての勝利であった。10月2日に行われたFCバイエルン・ミュンヘン戦でも1得点をあげて3-1の勝利に貢献した。

## 代表歴
2007年8月22日に行われたイスラエル代表戦でベラルーシ代表初出場、2008年9月10日に行われた2010 FIFAワールドカップ・ヨーロッパ予選グループ6のアンドラ代表戦で代表初得点。

## 個人成績
2017年12月10日現在
代表での得点一覧
| #  | 日附           | 場所                                                             | 対戦相手     | 得点 | 結果 | 大会                                    |
| -- | -------------- | ---------------------------------------------------------------- | ------------ | ---- | ---- | --------------------------------------- |
| 1  | 2008年9月10日  | アンドラ・ラ・ベリャ・エスタディ・コムナル・ダンドラ・ラ・ベリャ | アンドラ     | 2–1  | 3–1  | 2010 FIFAワールドカップ・ヨーロッパ予選 |
| 2  | 2009年4月1日   | アルマトイ・アルマトイ・オルタリク・スタディオン                 | カザフスタン | 5–1  | 5–1  | 2010 FIFAワールドカップ・ヨーロッパ予選 |
| 3  | 2009年6月10日  | ボリソフ・ハラドスキ・スタジアム                                 | モルドバ     | 1–0  | 2–2  | 親善試合                                |
| 4  | 2010年3月3日   | アンタルヤ・アンタルヤ・アタテュルク・スタデュム                 | アルメニア   | 3–1  | 3–1  | 親善試合                                |
| 5  | 2010年10月12日 | ミンスク・ディナモ・スタジアム                                   | アルバニア   | 1–0  | 2–0  | UEFA EURO 2012予選・グループD           |
| 6  | 2010年11月17日 | シーブ・シーブ・スタジアム                                       | オマーン     | 4–0  | 4–0  | 親善試合                                |
| 7  | 2013年3月25日  | ドーハ・ハリーファ国際スタジアム                                 | カナダ       | 1–0  | 2–0  | 親善試合                                |
| 8  | 2013年6月3日   | タリン・ア・ル・コック・アレーナ                                 | エストニア   | 2–0  | 2–0  | 親善試合                                |
| 9  | 2013年9月6日   | ミンスク・ディナモ・スタジアム                                   | キルギス     | 2–0  | 3–1  | 親善試合                                |
| 10 | 2013年11月19日 | メルスィン・テヴフィク・スル・ギュル・スタデュム                 | トルコ       | 1–1  | 1–2  | 親善試合                                |

## タイトル

### クラブ
BATEボリソフ
- ベラルーシ・プレミアリーグ: 2006, 2007, 2008, 2009, 2010, 2011, 2012, 2013, 2014, 2015, 2016, 2017
- ベラルーシ・カップ: 2005-06, 2009-10, 2014-15
- ベラルーシ・スーパーカップ: 2010, 2013, 2014, 2015, 2016, 2017

### 個人
- ベラルーシ・プレミアリーグ最優秀フォワード: 2010, 2011
- ベラルーシ・プレミアリーグベストチーム: 2005, 2007, 2008, 2010, 2011[5]
- ベラルーシ・プレミアリーグ得点王: 2008, 2013